# Samuel Lerner
Pour les articles homonymes, voir Lerner.
Ne doit pas être confondu avec l'acteur Sam Lerner (1992-)
Samuel « Sammy » Lerner est un compositeur et scénariste roumain naturalisé américain, né le 28 janvier 1903 à Săveni (Roumanie) et mort le 13 décembre 1989 à Los Angeles (Californie) .
Il est surtout connu pour avoir composé la chanson-thème de Popeye, I'm Popeye the Sailor Man.

## Filmographie

### comme compositeur
- 1931 : Musical Justice
- 1932 : The Musical Doctor
- 1932 : Betty Boop's Museum
- 1934 : Masks and Memories
- 1936 : Popeye the Sailor Meets Sindbad the Sailor
- 1937 : Popeye the Sailor Meets Ali Baba's Forty Thieves
- 1941 : La Belle Ensorceleuse (The Flame of New Orleans)
- 1942 : La Fièvre de l'or noir (Pittsburgh)
- 2005 : Szis

### comme scénariste
- 1931 : Musical Justice
- 1932 : Knowmore College
- 1932 : The Musical Doctor